# Tom Lawlor
Thomas Joseph « Tom » Lawlor (né le 15 mai 1983 à Fall River), est un pratiquant d'arts martiaux mixtes et un catcheur américain. Il est actuellement catcheur et travaille pour la Major League Wrestling (MLW).
Il fait partie de l'équipe de lutte de l'université du centre de la Floride et devient pratiquant d'arts martiaux mixtes en 2003. En 2008, il rejoint l'Ultimate Fighting Championship (UFC) d'abord comme participant de la saison 8 de The Ultimate Fighter avant de rester dans cette fédération. Il la quitte après avoir été suspendu pour deux ans par l'USADA après un contrôle antidopage positif à l'ostarine en 2017.
En 2017, il reprend sa carrière de catcheur qu'il a commencé en 2005 et mis entre parenthèses deux ans plus tard. Il rejoint la Major League Wrestling en 2018 et y remporte le Battle Riot en 2018 puis remporte le championnat du monde poids lourd de la MLW.

## Jeunesse
Tom Lawlor étudie à l'université du centre de la Floride où il fait partie de l'équipe de lutte.

## Carrière de combattant d'arts martiaux mixtes

### Débuts (2003-2008)
Tom Lawlor commence sa carrière de combattant d'arts martiaux mixte en 2003.

### Ultimate Fighting Championship(2008-2016)
Le 18 août 2008, Spike TV et l'Ultimate Fighting Championship (UFC) annonce le casting de la saison 8 de The Ultimate Fighter où Lawlor est un des poids lourd léger à participer à cette émission. Il élimine au premier tour de ce tournoi Ryan Lopez grâce à un étranglement arrière dans l'épisode du 24 septembre. Il se fait éliminer une semaine plus tard par Ryan Bader qui le met K.O. après un coup de poing. Le 4 décembre, l'UFC annonce les combats de The Ultimate Fighter: Season 8 Finale où Lawlor va affronter Kyle Kinsgbury. Neuf jours plus tard a lieu The Ultimate Fighter: Season 8 Finale où il l'emporte sur Kinsgbury par décision unanime.  
Le 27 mars 2009, l'UFC annonce que Lawlor va affronter C.B. Dollaway le 11 juillet à UFC 100. Le 11 juillet à UFC 100, Lawlor soumet Dollaway avec un étranglement en guillotine en moins d'une minute.  

## Carrière de catcheur

### Débuts (2005-2007)
Tom Lawlor a commencé à faire du catch dans des petites fédération de Floride entre 2005 et 2007,. Au cours de cette période, il a été supervisé par la World Wrestling Entertainment. En 2014, il est pour un soir le manager de ReDRagon (Bobby Fish et Kyle O'Reilly) dans un match pour le championnat du monde par équipes de la Ring of Honor face à The Young Bucks (Matt et Nick Jackson).

### Diverses fédérations (2017-...)
En 2017, Tom Lawlor est suspendu par l'USADA après un contrôle antidopage positif et décide de retourner sur les ring de catch. Le 26 et 27 mai, il participe au tournoi JT Lightning Invitational Tournament où il élimine Dan Severn au premier tour avant de se faire sortir par Tracy Williams dans un match à quatre comprenant aussi Dominic Garrini et Mike Tolar.

### Major League Wrestling(2017-2021)
Le 2 février 2019, il bat Low Ki et remporte le MLW World Heavyweight Championship.
Lors de Kings Of Colosseum, il perd son titre contre Jacob Fatu.
Le 1er novembre 2021, il annonce son départ de la compagnie.

### New Japan Pro Wrestling (2020-...)
Le 12 juillet 2020, il fait ses débuts à Lion's Break Collision en battent Rocky Romero.
Il participe ensuite à la New Japan Cup USA 2021 le premier Strong Openweight Champion où il bat au premier tour Ren Narita. En demi-finale, il bat Hikuleo. Le 23 avril, il remporte le tournoi en battant Brody King et devient le premier Strong Openweight Champion,.

## Palmarès

### En arts martiaux mixtes
| 18 combats           | 10 victoires | 7 défaites |
| Par KO               | 4            | 0          |
| Par soumission       | 4            | 2          |
| Sur décision         | 2            | 4          |
| Par disqualification | 0            | 1          |
| Sans décision        | 1            | 1          |

| Résultat      | Record | Adversaire          | Méthode                                            | Événement                                       | Date             | Round | Temps | Lieu                       | Notes |
| ------------- | ------ | ------------------- | -------------------------------------------------- | ----------------------------------------------- | ---------------- | ----- | ----- | -------------------------- | ----- |
| Défaite       | 10-7-1 | Deron Winn          | Décision unanime                                   | Golden Boy MMA - Liddell vs. Ortiz 3: War's End | 24 novembre 2018 | 3     | 5:00  | Inglewood (Californie)     |       |
| Défaite       | 10-6-1 | Corey Anderson (en) | Décision unanime                                   | UFC 196 - McGregor vs. Diaz                     | 5 mars 2016      | 3     | 5:00  | Las Vegas (Nevada)         |       |
| Victoire      | 10-5-1 | Gian Villante (en)  | KO technique (coups de poing)                      | UFC on Fox 16 - Dillashaw vs. Barao 2           | 25 juillet 2015  | 2     | 0:27  | Chicago (Illinois)         |       |
| Victoire      | 9-5-1  | Michael Kuiper      | Soumission (étranglement en guillotine)            | UFC on Fuel TV 9 - Mousasi vs. Latifi           | 6 avril 2013     | 2     | 1:05  | Stockholm (Suède)          |       |
| Défaite       | 8-5-1  | Francis Carmont     | Décision                                           | UFC 154 - St. Pierre vs. Condit                 | 17 novembre 2012 | 3     | 5:00  | Montréal (Canada)          |       |
| Victoire      | 8-4-1  | Jason MacDonald     | KO (coups de poing)                                | UFC on Fuel TV 3 - Korean Zombie vs. Poirier    | 15 mai 2012      | 1     | 0:50  | Fairfax (Virginie)         |       |
| Défaite       | 7-4-1  | Chris Weidman       | Soumission technique (Brabo Choke)                 | UFC 139 - Shogun vs. Henderson                  | 19 novembre 2011 | 1     | 2:07  | San José (Californie)      |       |
| Victoire      | 7-3-1  | Patrick Cote        | Décision unanime                                   | UFC 121 - Lesnar vs. Velasquez                  | 23 octobre 2010  | 3     | 5:00  | Anaheim (Californie)       |       |
| Défaite       | 6-3-1  | Joe Doerksen        | Soumission (étranglement arrière)                  | UFC 113 - Machida vs. Shogun 2                  | 8 mai 2010       | 2     | 2:10  | Montréal (Canada)          |       |
| Défaite       | 6-2-1  | Aaron Simpson       | Décision                                           | UFC Fight Night 20 - Maynard vs. Diaz           | 11 janvier 2010  | 3     | 5:00  | Fairfax (Virginie)         |       |
| Victoire      | 6-1-1  | C.B. Dollaway       | Soumission (étranglement en guillotine)            | UFC 100 - Lesnar vs. Mir 2                      | 11 juillet 2009  | 1     | 0:55  | Las Vegas (Nevada)         |       |
| Victoire      | 5-1-1  | Kyle Kingsbury      | Décision unanime                                   | UFC - The Ultimate Fighter 8 Finale             | 13 décembre 2008 | 3     | 5:00  | Las Vegas (Nevada)         |       |
| Victoire      | 4-1-1  | Travis Bartlett     | Soumission (étranglement arrière)                  | FFP - Untamed 20                                | 12 avril 2008    | 1     | 1:10  | Foxborough (Massachusetts) |       |
| Défaite       | 3-1-1  | Shane Primm         | Disqualification (coup de coude à la tête illégal) | WFC 6 - Battle in the Bay                       | 22 mars 2008     | 1     | 0:24  | Tampa (Floride)            |       |
| Victoire      | 3-0-1  | Cesar Barros        | K.O. (coups de poing)                              | FFP - Untamed 15                                | 25 août 2007     | 1     | 0:10  | Mansfield (Massachusetts)  |       |
| Victoire      | 2-0-1  | Jason Barlog        | K.O. technique (coups de poing)                    | WFC 3 - Turf Wars                               | 7 avril 2007     | 1     | 3:59  | Tampa (Floride)            |       |
| Victoire      | 1-0-1  | Jonathan Fernandez  | Soumission (étranglement arrière)                  | XFC 1 - Xtreme Fighting Championships 1         | 3 avril 2007     | 1     | 1:20  | Tampa (Floride)            |       |
| Sans décision | 0-0-1  | Ariel Guandulla     | Sans décision                                      | KE - Kick Enterprises                           | 10 mars 2007     | 1     | NC    | Fort Myers (Floride)       |       |

### En catch
- Absolute Intense Wrestling
  - 1 fois AIW Absolute Champion

- Black Label Pro
  - 1 fois BLP World Heavyweight Champion
  - 1 fois BLP Midwest Champion
  - BLP Heavyweight Championship Tournament (2017)

- Division One Pro Wrestling
  - FX Cup (2008)

- Major League Wrestling
  - 1 fois MLW World Heavyweight Championship
  - Battle Riot (2018)
  - Opera Cup (2020)

- New Japan Pro Wrestling
  - 1 fois Strong Openweight Championship
  - New Japan Cup USA (2021)

- Prestige Wrestling
  - 1 fois Prestige Champion
  - Prestige Rise or Die Tournament (2019)

## Récompenses des magazines
- Pro Wrestling Illustrated

| Année | 2018 | 2019 | 2020 | 2021 | 2022 | 2023 | 2024 |
| ----- | ---- | ---- | ---- | ---- | ---- | ---- | ---- |
| Rang  | 424  | 152  | 111  | 59   | 69   | 107  | 295  |